# Sphinx tricolor
Sphinx tricolor är en fjärilsart som beskrevs av Clark 1923. Sphinx tricolor ingår i släktet Sphinx och familjen svärmare. Inga underarter finns listade i Catalogue of Life.